# ۶ سپتامبر
۶ سپتامبر در تقویم گرگوری، دویست و چهل و نهمین (در سال‌های کبیسه دویست و پنجاهمین) روز سال است. ۱۱۶ روز تا پایان سال باقی است.

## رویدادها
- ۱۹۸۳ - سوازیلند از بریتانیا مستقل شد.
- ۱۹۷۲ - قتل عام مونیخ :[۱] حمله انتقام جویانه اعضای گروه فلسطینی سپتامبر سیاه در جریان بازی‌های المپیک ۱۹۷۲ مونیخ در آلمان غربی علیه اعضای گروه ورزشی اسرائیل که خواهان آزادی ۲۳۴ زندانی از زندان‌های اسرائیل بودند به گروگان‌گیری و کشتن آنها و یک پلیس آلمانی انجامید.
- ۱۹۸۳ - شوروی هدف قرار دادن هواپیمای پرواز شماره ۰۰۷ هواپیمایی کره را تأیید کرد و دلیل آن را عدم آگاهی خلبان جنگنده از غیرنظامی بودن هواپیما که حریم هوایی شوروی را نقض کرده بود اعلام کرد.
- ۱۹۹۱ - اتحاد جماهیر شوروی استقلال سه کشور منطقه بالتیک، استونی، لاتویا و لیتوانی را به رسمیت شناخت.

۱۹۹۱ - با انحلال اتحاد جماهیر شوروی لنینگراد پس از ۶۷ سال به اسم اصلی خود، سن پترزبورگ تغییر نام داد.
- ۲۰۰۸ - عبدالله گل، رئیس جمهور ترکیه با دعوت رسمی از طرف سرژ سرکیسیان، رئیس جمهور ارمنستان برای تماشای یک مسابقه فوتبال اولین رئیس جمهور ترکیه شد که از ارمنستان دیدار می‌کند.
- ۲۰۱۲ - در اثر واژگونی یک قایق ماهیگیری در سواحل ازمیر ترکیه دست کم ۱۶ تن کشته شدند.

## زادروزها
- ۱۹۴۳ - راجر واترز، نوازنده گیتار و گیتار باس، شاعر و آهنگساز گروه پینک فلوید اهل انگلستان.
- ۱۹۲۸ – سید واتکینز، جراح مغز و اعصاب و عالم اهل انگلستان، شناخته‌شده برای سرپرستی تیم پزشکی در مسابقات فرمول یک (د. ۲۰۱۲)
- ۱۹۸۸ – حلیمه حشلاف، دوندهٔ مغربی. [۲]
- ۱۹۹۶ – لانا رودس، بازیگر بازنشسته پورنوگرافی و شخصیت اینترنتی.

## مرگ‌ها
- ۱۵۶۶ - سلیمان قانونی، امپراتور عثمانی.
- ۱۹۳۹ - آرتور راکهام، تصویرگر کتاب انگلیسی. (زادروز ۱۸۶۷)